# Fuente de Piedra
Fuente de Piedra è un comune spagnolo di 2 076 abitanti situato nella comunità autonoma dell'Andalusia.